# 5664 Eugster
5664 Eugster este un asteroid din centura principală de asteroizi.

## Descriere
5664 Eugster este un asteroid din centura principală de asteroizi. A fost descoperit pe 6 martie 1981 la Siding Spring de Schelte J. Bus. Asteroidul prezintă o orbită caracterizată de o semiaxă mare de 2,37 ua, o excentricitate de 0,14 și o înclinație de 5,8° în raport cu ecliptica.